# Rönnebergs, Onsjö och Harjagers domsaga
Rönnebergs, Onsjö och Harjagers domsaga  var mellan 1852 och 1 juli 1967 en domsaga i Malmöhus län som ingick i domkretsen för Hovrätten över Skåne och Blekinge. 
Domsagan bildades av Onsjö och Rönnebergs domsaga och en del av Torna, Bara och Harjagers häraders domsaga och omfattade Rönnebergs, Onsjö och Harjagers härader. 
Domsagan uppgick 1 juli 1967 i Landskrona domsaga.

## Tingslag
- Rönnebergs härads tingslag före 1874
- Onsjö härads tingslag före 1874
- Harjagers härads tingslag före 1874
- Rönnebergs, Onsjö och Harjagers domsagas tingslag från 1874

## Häradshövdingar
- 1851–1864 Gustaf Efraim Engzell
- 1864–1883 Carl August Anderberg
- 1883–1902 Sebastian Oscar Gustaf Bergius
- 1903–1909 Carl Anders Emanuel Moberg
- 1910–1930 Hugo Warmark
- 1931–1944 Nils Wihlborg
- 1944–1963 Carl Eric Grundén
- 1963–1964 Sven-Börje Jacobson
- 1967 Erik Lennart Falk (tillförordnad)